# Sequential One
Sequential One, más tarde renombrado como SQ-1, fue un proyecto musical alemán de música techno y rave creado por el compositor André Tanneberger (ATB). El nombre del grupo proviene de un sintetizador llamado Sequential Pro One.

## Historia
Sequential One fue formado por André Tanneberger (ATB) en 1993, y lanzó su primera canción el mismo año, bajo el título «Dance/Raving». Ese mismo año también lanzó «Let Me Hear You». En una entrevista, ATB explicó que la música que estaba produciendo en ese momento «fue duro».
Siguieron otros lanzamientos, incluida una nueva versión de «Dance/Raving». El primer gran éxito fue «My Love is Hot» en 1997, que alcanzó el puesto 53 en las listas alemanas. Después del sencillo «Imagination», lanzado en 1998 y que ocupó el puesto 81 en Alemania, se lanzó el álbum Energy, cuyo lanzamiento se retrasó debido a los proyectos de DJ en solitario de Tanneberger y Woody van Eyden. En 1999, «Angels» se convirtió en el último sencillo de la banda en ser lanzado como Sequential One.
Tanneberger cambió el nombre de la banda a SQ-1 por razones legales en 1999, y nuevamente llegó las listas alemanas con cuatro sencillos. El último sencillo, «Balare», se lanzó el 29 de abril de 2002.
Morpha y Sule Tuna eran las cantantes del grupo. Los otros miembros eran Spacekid y Woody van Eyden. André Tanneberger también fue responsable de las pistas de rap.

## Discografía

### Álbumes de estudio
- 1995: Dance
- 1998: Energy
- 1999: Decades

### Sencillos
- 1993: «Let Me Hear You»
- 1993: «Dance/Raving»
- 1994: «Here We Go Again»
- 1994: «Back to Unity»
- 1995: «Pump Up the Bass»
- 1995: «Happy Feelings»
- 1996: «Never Start to Stop»
- 1997: <<I wanna make you>>
- 1998: «Angels/Moments in Atmosphere»
- 1998: «Inspiration Vibes»
- 1998: «Imagination» (como SQ-1)
- 1999: «Music so Wunderful» (como SQ-1)